# WATER BLUE NEW WORLD/WONDERFUL STORIES
- ラブライブ! > ラブライブ!サンシャイン!! > Aqours > WATER BLUE NEW WORLD/WONDERFUL STORIES

「WATER BLUE NEW WORLD/WONDERFUL STORIES」(ウォーター ブルー ニュー ワールド／ワンダフル ストーリーズ)は、Aqoursのシングル。2018年1月17日にLantisから発売された。

## 概要
前作「Awaken the power」から4週間で発売となるシングル。アニメ第2期シングル第5弾。
表題曲「WATER BLUE NEW WORLD」は、テレビアニメ『ラブライブ！サンシャイン!!』第2期第12話の挿入歌。ラブライブ決勝戦で披露された曲で、センターは高海千歌。メンバーの髪型が通常とは異なっており、特にセンターの千歌は、初めて髪を下ろした状態でのステージとなった。この曲で見事優勝を果たし、「浦の星の名前をラブライブの歴史に永遠に残す」という目標を果たしている。2018年6月28日に生出演した地上波生放送の音楽番組「CDTV'18上半期SP エンタメまとめ総決算」ではこの曲を披露した。9人の衣装のうち、梨子・花丸・鞠莉はロングスカートだが、1番のサビに入る直前でスカートの一部を投げ捨て、スカートの丈が短くなる。
もうひとつの表題曲「WONDERFUL STORIES」は、『ラブライブ！サンシャイン!!』第2期第13話の挿入歌。こちらは卒業式・閉校式のあと、最後の思い出として体育館で披露された曲。これまでの曲と異なり専用の衣装はなく、制服をベースにアニメで披露された全ての衣装を披露された順番に変わり変わりに切り替えていく演出がなされた。そのため、アニメ版を締めくくる集大成的な曲となっている。また、3rdライブツアー「ラブライブ!サンシャイン!! Aqours 3rd LoveLive! Tour 〜WONDERFUL STORIES〜」の副題にも選ばれている。
CDのジャケットは、千歌、曜、梨子の3人が描かれている。
キャッチコピーは「また、会おうよいつか」。

## チャート成績
2018年1月16日付のオリコンデイリーランキングでは1.4万枚を売り上げ3位にランクインし、翌日2018年1月17日付では7,927枚を売り上げ2位にランクアップしている。1月29日付のオリコン週間ランキングでは、3.3万枚を売上げ4位にランクイン。アニメ週間チャートにおいても2作連続で1位を獲得した。
ビルボードにおいてもHot Animationにおいて2作連続で1位を獲得した。Top Download Songsでも3位にランクインし、アニメダウンロードではAqoursが1・2位独占となった。
1月17日のiTunesランキングでは、「WATER BLUE NEW WORLD」が「未来の僕らは知ってるよ」以来となる最高位1位を獲得した。また、「WONDERFUL STORIES」も最高位11位にランクインしている。

## 収録曲
- 全作詞：畑亜貴

1. WATER BLUE NEW WORLD
  - 作曲・編曲：佐伯高志　ストリングスアレンジ：倉内達矢
  - テレビアニメ『ラブライブ！サンシャイン!!』第2期第12話挿入歌
2. WONDERFUL STORIES
  - 作曲：Carlos K.　編曲：EFFY
  - テレビアニメ『ラブライブ！サンシャイン!!』第2期第13話挿入歌
3. WATER BLUE NEW WORLD (Off Vocal)
4. WONDERFUL STORIES (Off Vocal)